# تسرووا (کروپانگ)
تسرووا (به صربی: Cerova) یک روستا در صربستان است که در کروپانگ واقع شده‌است. تسرووا ۹۶۵ نفر جمعیت دارد.